# Humberto Peruzzi
Humberto Peruzzi (Italia; 1911-Buenos Aires, Argentina; 28 de noviembre de 1984) fue un director de fotografía y camarógrafo cinematográfico italiano que emigró a la Argentina, país donde realizó su carrera.

## Carrera
Humberto Peruzzi fue uno de los fotógrafos profesionales más recurridos durante la época de oro del cine argentino. Era considerado como el as de la fotografía en color.
Llegó de Italia a principio del siglo XX y ya radicado en Argentina se inició en cine junto a su padre, el pionero Emilio Peruzzi, en 1923. Luego cumplió funciones de camarógrafo y ayudante de fotografía.
Legendario camarógrafo, integró la productora Establecimientos Filmadores Argentinos, permitiéndole trabajar con los más eximios directores de la talla de Mario Soficci, Carlos Schlieper, Daniel Tinayre, Hugo del Carril, Lucas Demare y Fernando Ayala, entre otros.
En cine, siendo muy niño, apareció en una escenas en la película muda de 1915, Mariano Moreno che, con Pablo Podestá, Silvia Parodi, la bailarina Rosario Guerrero, Felipe Farah, Olinda Bozán y Francisco Izzo.

## Filmografía
Fotografía
- 1923: Buenos Aires también tiene
- 1939: Atorrante (La venganza de la tierra)
- 1939: Prisioneros de la tierra
- 1940: El hijo del barrio
- 1942: La guerra gaucha
- 1943: Mirad los lirios del campo
- 1945: Pampa Bárbara
- 1946: Inspiración
- 1946: El tercer huésped
- 1947: El retrato
- 1948: El barco sale a las diez
- 1948: El tambor de Tacuarí
- 1949: Danza del fuego
- 1949: La cuna vacía
- 1950: Cuando besa mi marido
- 1950: Madre Alegría
- 1950: Arroz con leche
- 1951: Escándalo nocturno
- 1951: Suburbio
- 1951: Derecho viejo
- 1953: Caballito criollo
- 1953: Mercado negro
- 1953: Fin de mes
- 1954: Barrio gris
- 1954: Tren internacional
- 1955: El último perro
- 1955: Cuando los duendes cazan perdices
- 1958: Isla brava
- 1958: La venenosa
- 1958: Las apariencias engañan
- 1960: El crack
- 1961: Casi al fin del mundo
- 1962: Una jaula no tiene secretos
- 1963: Cuando calienta el sol
- 1963: Alias Flequillo
- 1963: Argentina tierra pródiga
- 1963: Lucía
- 1963: La chacota
- 1964: Buenas noches, Buenos Aires
- 1964: Cuidado con las colas
- 1964: La sentencia
- 1965: Nadie oyó gritar a Cecilio Fuentes
- 1965: Disloque en el presidio
- 1965: Esta noche mejor no
- 1966: La gorda
- 1967: La perra
- 1967: Patapúfete
- 1967: El glotón
- 1968: En mi casa mando yo
- 1968: La cama
- 1968: Psexoanálisis
- 1970: Un gaucho con plata
- 1970: Pasión dominguera
- 1971: La buscona
- 1972: Me enamoré sin darme cuenta
- 1972: Todos los pecados del mundo
- 1972: La bastarda
- 1972: Nino
- 1973: Hipólito y Evita
- 1973: Yo gané el prode... y Ud.?
- 1974: Seguro de castidad
- 1974: La gran aventura
- 1975: Los chantas
- 1975: Yo maté a Facundo
- 1975: Rebeldía
- 1976: Don Carmelo Il Capo
- 1977: La obertura

Como camarógrafo:
- 1924: Tribus salvajes
- 1942: Eclipse de sol
- 1942: La guerra gaucha
- 1944: Se abre el abismo
- 1944: El muerto falta a la cita[4]

## Premio
Recibió un premio por mejor fotografía en 1940 por el filme Prisioneros de la tierra.